# 黃金 (成化進士)
黃金（1447年—1512年），字良貴，號東澗，直隸定遠（今安徽）人，祖籍直隸上海（今上海市），明朝政治人物，進士出身。

## 生平
上猶縣教諭黃遂之子。幼時即聰慧過人，成化十六年庚子科應天鄉試舉人，二十年（1484年）登甲辰科進士，授吏部文選司主事，歷官員外郎、郎中，遷廣西布政使司參議。歸鄉後在泉塢山上結茅隱居，以文章自娛。正德七年（1512年）卒，享壽六十六歲。著有《皇明開國功臣錄》二十三卷、《東澗集》十四卷、《泉山集》等。